# Trần Doãn Kỷ
Trần Doãn Kỷ (1927 – 28 tháng 11 năm 2021) là một sĩ quan cao cấp của Quân đội nhân dân Việt Nam, hàm Thiếu tướng, nguyên Tư lệnh Binh chủng Tăng – Thiết giáp. Ông còn được gọi là vị "Tướng xe tăng" của Quân đội Việt Nam.

## Cuộc đời
Trần Doãn Kỷ sinh năm 1927 tại xã Phú Đa, huyện Vĩnh Tường, tỉnh Vĩnh Phúc. Ông nhập ngũ từ tháng 6 năm 1949, trải qua các chức vụ như Tiểu đội phó, Tiểu đội trưởng thuộc Đại đội 520, Tiểu đoàn 154, Trung đoàn 209, Đại đoàn 312 và tham gia nhiều chiến dịch như Trung du, Lý Thường Kiệt, Hoàng Hoa Thám, Hòa Bình trong giai đoạn từ 1949 đến 1952. Tháng 5 năm 1951, ông được kết nạp vào Đảng Cộng sản Việt Nam. Tháng 8 năm 1952, ông bắt đầu học tại Trường Lục quân Việt Nam (sau là Trường Sĩ quan Lục quân) lúc này đang đóng tại Vân Nam, Trung Quốc. Sau khi hoàn thành việc học vào tháng 4 năm 1954, ông được nhà trường giữ lại làm giáo viên chiến thuật đến hết năm 1960.
Tháng 1 năm 1961, ông tiếp tục được huấn luyện tại Học viện Tăng Thiết giáp của Quân Giải phóng Nhân dân Trung Quốc. Sau tròn 4 năm huấn luyện tại Trung Quốc, ông về nước và trở thành Tiểu đoàn trưởng, Phó tham mưu trưởng Trung đoàn 202, tham gia chiến đấu tại chiến trường Tây Nguyên. Tháng 4 năm 1975, ông trở thành Trưởng phòng Thiết giáp của Quân đoàn 3, một trong 4 quân đoàn chủ lực cơ động của Quân đội nhân dân Việt Nam. Từ tháng 7 năm 1976 đến tháng 3 năm 1979, ông lần lượt trải qua các chức vụ Lữ đoàn trưởng Lữ đoàn Xe tăng 273, Phó Tham mưu trưởng Quân đoàn 3 và tham gia Chiến tranh biên giới Tây Nam.
Tháng 4 năm 1979, Trần Doãn Kỷ trở thành Phó Tư lệnh kiêm Tham mưu trưởng Binh chủng Tăng Thiếp giáp và đảm nhiệm chức vụ này suốt 8 năm. Đến tháng 10 năm 1987, ông được bổ nhiệm làm Phó Tư lệnh thứ nhất, quyền Tư lệnh của Binh chủng Tăng Thiết giáp và giữ vai trò này trong 3 năm trước khi chính thức trở thành Tư lệnh Binh chủng và được thăng hàm Thiếu tướng vào tháng 6 năm 1990. Tháng 1 năm 1994, ông được nhà nước cho về hưu theo chế độ. Ngày 28 tháng 11 năm 2021, ông qua đời tại Bệnh viện Trung ương Quân đội 108, thọ 94 tuổi.

## Khen thưởng
- Huân chương Quân công hạng Nhì;
- Huân chương Chiến công hạng Nhất, Nhì, Ba;
- Huân chương Kháng chiến hạng Nhất;
- Huân chương Chiến thắng hạng Ba;
- Huân chương Chiến sĩ vẻ vang hạng Nhất, Nhì, Ba;
- Huy chương Quân kỳ Quyết thắng;
- Huy hiệu 70 năm tuổi Đảng.

## Lịch sử thụ phong quân hàm
| Năm thụ phong | –      | 1990        |
| ------------- | ------ | ----------- |
| Cấp bậc       | Đại tá | Thiếu tướng |